# Svärdsjö
Svärdsjö ist ein Ort (schwedisch: Tätort) in der schwedischen Gemeinde Falun in der Provinz Dalarnas län.
Der Ort liegt etwa 25 Kilometer nordöstlich von Falun entfernt an einer Seitenstraße des Riksväg 50 am See Svärdsjön.